# 索菲·克雷爾
索菲·克雷爾（德語：Sofie Krehl，1995年9月22日—），德國越野滑雪運動員，她代表德國隊參加了中國舉行的2022年冬季奧林匹克運動會，並且在女子4×5公里接力比賽上獲得銀牌。